# Massay (Frankrijk)
Massay is een gemeente in het Franse departement Cher (regio Centre-Val de Loire). De plaats maakt deel uit van het arrondissement Vierzon. Massay telde op 1 januari 2022 1.347 inwoners.

## Geografie
De oppervlakte van Massay bedroeg op 1 januari 2022 47,94 vierkante kilometer; de bevolkingsdichtheid was toen 28,1 inwoners per km².
De onderstaande kaart toont de ligging van Massay met de belangrijkste infrastructuur en aangrenzende gemeenten.

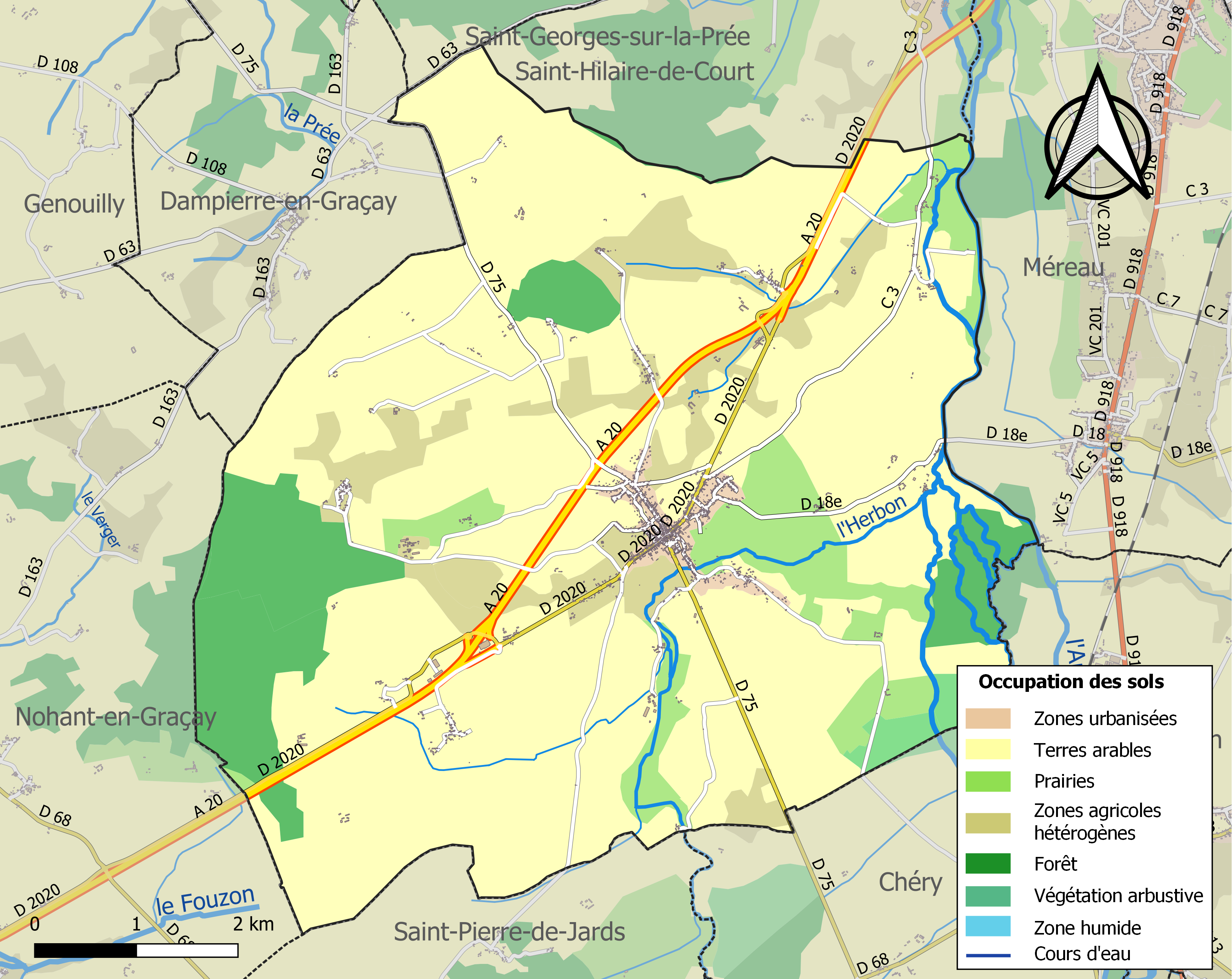

## Demografie
Onderstaande figuur toont het verloop van het inwonertal (bron: INSEE-tellingen).